# Xã Pierce, Quận Texas, Missouri
Xã Pierce (tiếng Anh: Pierce Township) là một xã thuộc quận Texas, tiểu bang Missouri, Hoa Kỳ. Năm 2010, dân số của xã này là 463 người.